# Flo Rida
Tramar Lacel Dillard (* 16. září 1979, Carol City, Florida), spíše známý jako Flo Rida, je americký rapper a zpěvák. Proslavil ho jeho 5x platinový hit Low (ft. T-Pain) z jeho plánovaného debutu Mail on Sunday a soundtracku k filmu Step Up 2. Také známý jako herec.

## Stručná biografie
Narodil se ve městě Carol City, stát Florida, okolo roků 1979 a 1980, přesný datum je nejasný, ale vychází se z 16. prosince 1979. Vyrůstal se svou svobodnou matkou a sedmi sestrami. Jako dítě vystupoval v gospelovém kostelním sboru. Jako náctiletý spolupracoval s lokální hip-hopovou skupinou 2 Live Crew. Po získaných zkušenostech založil vlastní skupinu Groundhoogz. Po absolvování střední školy studoval dva roky obchodní management na University of Nevada v Las Vegas. Poté přestoupil na katolickou Barry University v Miami, kde však vydržel jen dva měsíce. Po návratu domů se naplno začal věnovat své hudební kariéře. V roce 2006 získal smlouvu u nezávislého labelu Poe Boy Entertainment. Jeho prvním singlem je píseň Birthday (ft. Rick Ross).
Roku 2007 hostoval na albu DJ Khaleda We the Best. Také vydal svůj hit Low (ft. T-Pain), který ho katapultoval na vrchol. V březnu 2008 proto vydává svůj debut Mail on Sunday, kterého se po světě prodá 900 000 kusů. Album obsahuje úspěšné singly Low (ft. T-Pain), Elevator (ft. Timbaland) a In the Ayer (ft. will.i.am).
Po roce vydal druhé album nazvané R.O.O.T.S., kterého se prodalo jen o něco málo méně, než alba předchozího. Album uváděl 4x platinový hit Right Round (ft. Kesha a úspěšný singl Sugar (ft. Wynter Gordon).
V roce 2010 oznámil, že jeho příští album ponese název Only One Flo a jedná se o dvoj-album. První část alba Only 1 Flo, pt. 1 je plánována na 30. listopad 2010, tu uvádí úspěšný singl Club Can't Handle Me (ft. David Guetta). Druhá část The Only 1 Rida, pt. 2 by měla být vydána až roku 2011 a tato část by měla být více rapovou. Album Only 1 Flo, pt. 1 propadlo v prodeji, když se ho v USA prodalo jen jedenáct tisíc kusů.
Roku 2012 bylo plánované album, po vydání velmi úspěšných singlů "Good Feeling" a "Wild Ones", přejmenováno na Wild Ones, bylo vydáno v červenci 2012. 
V roce 2021 se zúčastnil Eurovision song contest 2021 za San Marino, kde zpíval se Senhit její píseň „Adrenalina”.

## Diskografie
Studiová alba
- Mail on Sunday (2008)
- R.O.O.T.S. (2009)
- Only One Flo (Part 1) (2010)
- Wild Ones (2012)